# Explorer S-46

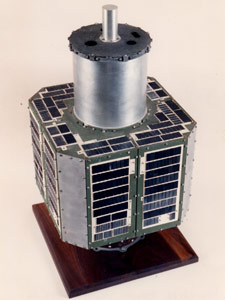
Explorer S-46.

Explorer S-46, también denominado S 46 y S 46A, fue un satélite artificial de la NASA lanzado el 23 de marzo de 1960 mediante un cohete Juno 2 desde Cabo Cañaveral. Debido a un fallo de la tercera etapa del cohete, nunca llegó a órbita.
La misión de Explorer S-46 habría sido estudiar la radiación producida por electrones y protones en el espacio desde una órbita altamente elíptica.
Tras el final de la ignición del cohete lanzador se perdió la telemetría.